# Лёссовое плато
Лёссовое плато́ (также Лёссовая равнина, Лёссовая провинция, кит. 黃土高原; пиньинь: Huángtǔ Gāoyuán; палл.: Хуанту Гаоюань) — плато в Китае, в средней части бассейна реки Хуанхэ. Один из основных исторических районов формирования китайской нации, что обусловлено высочайшей плодородностью почв.
Лёссовое плато имеет площадь около 430 тыс. км2. С юга и востока его ограничивают горные хребты Тайханшань и Циньлин, с запада восточные отроги горной системы Куньлунь, а с севера и северо-запада — пустыни Ордос и Алашань. В его рельефе преобладают холмисто-увалистые равнины высотой до 1500 м, кое-где хребты доходят до 2500 м. Поверхность плато сложена лёссом на глубину от 150 до 250 м и более, при этом характеризуется масштабной эрозией, что выражено в большом количестве оврагов (до 5 км и более на 1 км2 при их глубине до 150 м). Имеются месторождения ископаемого топлива (каменный уголь, нефть, горючие сланцы), железной руды, гипса, соли.
Протекающие по плато реки пробили глубокие ущелья и несут огромное количество наносов.
Подавляющая часть территории Лёссового плато используется в земледелии, характерно искусственное террасирование склонов холмов и гор. Главными сельскохозяйственными культурами, возделываемыми на плато, являются хлопок, гаолян, просо, пшеница. Естественная растительность, присущая степи и лесостепи, сохранилась лишь на небольших участках, неудобных для земледелия.
Лёссовое плато плотно заселено, особенно в бассейне реки Вэйхэ. Крупные города: Сиань, Тайюань, Ланьчжоу.